# Pyramide (jeu télévisé)
Pour les articles homonymes, voir Pyramide (homonymie).
Pyramide est un jeu télévisé français d'origine américaine, diffusé du 9 septembre 1991 au 5 juillet 2003 sur Antenne 2 (puis France 2). Il fait son retour de juillet 2014 à août 2015 sur France 2.
Il s'agit d'un jeu par équipes où le but est de faire deviner un mot à son partenaire en utilisant des synonymes ou d'autres indices.

## Origines
Il était adapté d'une série de jeux télévisés créée aux États-Unis en 1973 et diffusée jusqu'en 1992 sous le titre The $10,000 (plus tard $20,000, $25,000, $50,000, New $25,000 (Clark 1982-88), $100,000 (Clark 1986-88, Davidson 1990-91), ou $100,000 (Strahan depuis 2016)) Pyramid . Le concept, qui a évolué au fil des années, s'est exporté dans plusieurs pays, dont la France à partir de 1991.
En France, Pyramide fut présentée par Patrice Laffont, sauf de janvier 2002 à juillet 2002 où Marie-Ange Nardi reprit les rênes de l'émission à la suite du départ notamment de Patrice Laffont pour Le Juste Euro.
Les animateurs étaient accompagnés d'une voix off (devenue en dernier voix in) appelée Néfertiti (d'abord Isabelle Leprince puis surtout Nathalie Bardin), de Pépita et de deux maitres-mots qui ont plusieurs fois changé durant les douze années d'existence de l'émission.

## Historique

### De 1991 à 2003
Cette section ne s'appuie pas, ou pas assez, sur des sources secondaires ou tertiaires indépendantes du sujet. Le texte peut contenir des analyses inexactes ou inédites de sources primaires.
Pour l'améliorer, ajoutez-en, ou placez des modèles {{Source secondaire souhaitée}} ou {{Source secondaire nécessaire}} sur les passages mal sourcés. (août 2024)
Apparue en France le 9 septembre 1991, l'émission est présentée par Patrice Laffont. Les maîtres-mots sont Laurent Broomhead (ancien présentateur météo d'Antenne 2) et l'astrologue Meredith Duquesne, ensuite remplacée par Noëlle Bréham (célèbre pour son fameux « j'ai un plan »), elle-même rapidement remplacée par Marie-Ange Nardi.
Cette équipe installe cette émission et lui donne une grande notoriété.
Le jeu se voit remettre deux 7 d'or (en 1996 et 1999).
En 1998, Marie-Ange Nardi quitte Pyramide et se voit remplacée par Claire Gautraud, une ancienne candidate, étudiante en médecine et demi-finaliste lors des masters 1997 (qui avaient été finalement remportés de haute lutte par un certain Jérôme Tichit).
En septembre 2000, c'est au tour de Laurent Broomhead de quitter l'équipe pour se consacrer à l'émission Savoir plus santé (en remplacement de François de Closets). Pour le remplacer, la production cherche un professionnel de la télévision plutôt qu'un ancien candidat. Finalement ils auront les deux en la personne de Jérôme Tichit, qui fut la voix du M6 express.
Ce trio (Patrice Laffont, Claire Gautraud et Jérôme Tichit) se maintient jusqu'en fin 2001.
C'est alors que la chaîne, jugeant l'émission quelque peu essoufflée décide de la retirer de l'antenne le 29 décembre 2001.
Patrice Laffont se positionne aussitôt sur un "nouveau" jeu : Le Juste Euro, adaptation modernisée de l'ancien jeu de TF1, Le Juste Prix, diffusée à partir du 31 décembre 2001 à la case historique de Pyramide mais qui disparaît rapidement de l'antenne faute d'audience, le 19 janvier 2002.
Pyramide est ainsi absente de l'antenne durant la semaine du 31 décembre 2001 au 5 janvier 2002, mais, devant l'avalanche de courrier reçue par la chaîne, Pyramide est reprogrammée dès le lundi 7 janvier 2002. Néanmoins, dans un souci de la rendre plus accessible et de toucher un nouveau public, Claire et Jérôme sont remplacés par deux nouveaux maîtres-mots, Pierre Galibert (connu alors que par sa voix en off dans Les Z'amours) et Olivier Minne, l'animation étant quant à elle confiée à Marie-Ange Nardi.
La case du midi étant toujours occupée par Le Juste Euro, le jeu est déplacé en fin d'après-midi vers 17 h jusqu'au 21 janvier 2002 où il retrouve sa case de la mi-journée après la déprogrammation du Juste Euro, avec toujours la même équipe.
L'objectif ne sera pas atteint. Non seulement l'émission ne trouve pas de nouveau public, mais les fidèles déplorent massivement ce qu'ils jugent être une régression de la qualité du jeu.
Une nouvelle vague de courrier leur permet d'obtenir, dans un premier temps, dès mars 2002, le retour de Claire Gautraud et Jérôme Tichit, et dans un second temps, dès juillet 2002, celui de Patrice Laffont.
Finalement, Pyramide disparaît définitivement de la grille des programmes le samedi 5 juillet 2003.

### Retour en 2014
Le 25 février 2014, France 2 confirme travailler sur un retour de Pyramide en 2014 avec Olivier Minne à la présentation.
Elle est diffusée tous les dimanches durant les vacances d'été à partir du 6 juillet 2014, puis tous les samedis à partir du 1er novembre 2014. À compter des vacances de Noël, l'émission sera diffusée quotidiennement, du lundi au samedi.
La version 2014 de Pyramide réalisée par Didier Froehly se compose de trois manches opposant deux équipes, suivies d'une finale. Cette version 2014 est animée par 4 maîtres mots dont Damien Thévenot, Carinne Teyssandier, Élodie Gossuin et Bruno Guillon.
L'émission est arrêtée le 29 août 2015.

## Présentateurs et maîtres-mots
| Années de diffusion          | Présentateur     | Maîtres-mots     | Maîtres-mots      | Maîtres-mots        | Maîtres-mots    |
| ---------------------------- | ---------------- | ---------------- | ----------------- | ------------------- | --------------- |
| septembre 1991-1992          | Patrice Laffont  | Noëlle Bréham    | Laurent Broomhead | Meredith Duquesne   |                 |
| 1992-1993                    | Patrice Laffont  | Marie-Ange Nardi | Laurent Broomhead |                     |                 |
| 1993-1994                    | Patrice Laffont  | Marie-Ange Nardi | Laurent Broomhead |                     |                 |
| 1994-1995                    | Patrice Laffont  | Marie-Ange Nardi | Laurent Broomhead |                     |                 |
| 1995-1996                    | Patrice Laffont  | Marie-Ange Nardi | Laurent Broomhead |                     |                 |
| 1996-1997                    | Patrice Laffont  | Marie-Ange Nardi | Laurent Broomhead |                     |                 |
| 1997-1998                    | Patrice Laffont  | Marie-Ange Nardi | Laurent Broomhead |                     |                 |
| 1998-1999                    | Patrice Laffont  | Claire Gautraud  | Laurent Broomhead |                     |                 |
| 1999-2000                    | Patrice Laffont  | Claire Gautraud  | Laurent Broomhead |                     |                 |
| septembre 2000-décembre 2001 | Patrice Laffont  | Claire Gautraud  | Jérôme Tichit     |                     |                 |
| janvier à mars 2002          | Marie-Ange Nardi | Olivier Minne    | Maître Galibert   |                     |                 |
| mars à juillet 2002          | Marie-Ange Nardi | Claire Gautraud  | Jérôme Tichit     |                     |                 |
| juillet 2002 à juillet 2003  | Patrice Laffont  | Claire Gautraud  | Jérôme Tichit     |                     |                 |
| juillet 2014 à août 2015     | Olivier Minne    | Élodie Gossuin   | Bruno Guillon     | Carinne Teyssandier | Damien Thévenot |

### Autres
Pépita était chargée, à chaque émission, de tirer au sort une carte postale dont l'auteur était invité à participer au jeu téléphonique, pour notamment tenter de remporter un cadeau[pertinence contestée]. 
Elle donnait également en fin d'émission, les boîtes de jeu Pyramide, notamment au perdant[pertinence contestée].
Il y avait aussi une voix off (devenue « in » à la rentrée 2002) appelé Néfertiti. Il s'agissait d'abord d'Isabelle Leprince, qui fut rapidement et durablement remplacée par Nathalie Bardin (fille de l'animateur et producteur de radio Jean Bardin)[pertinence contestée].
Transitoirement, le rôle était assuré par Pascal Argence, alors appelé Ramsès[pertinence contestée].
Outre les maîtres-mots mythiques de l'émission, il faut noter[pourquoi ?] que Laurence Boccolini, Karen Cheryl, Gérard Holtz, Philippe Guérin, ou encore Michèle Laroque furent eux-mêmes maîtres-mots de l'émission pendant une courte période[pertinence contestée], souvent en remplacement du maître-mot officiel.
Le fait que certains candidats trouvaient un mot avec un autre mot sans rapport a donné lieu à plusieurs parodies[source secondaire souhaitée].

### Fiche technique
- Adaptation du concept américain :
  - Jean-Jacques Pasquier
- Producteurs successifs :
  - Sabine Richard-Nicolas pour Ellipse (ElHuDi)
  - Olivier Fauveaux pour Ellipse (Elhudi)
  - Olivier Fauveaux pour Sony Columbia TriStar
  - Pegasus Télévision
  - Columbia TriStar
  - Sony Pictures Television
- Directeur de production :
  - Arnaud Douieb (1998-2001)
  - Ellipse programme
  - Columbia TriStar
  - Sony Pictures Television
- Réalisateurs habituels :
  - Jean-François Gauthier
  - Bernard Gonner
  - Didier Fraisse
  - Antoine Galey
  - Pierre-Alain Crémieu
  - Jean-Luc Orabona
  - Alexandre Hotton
  - François Davin
  - Didier Froehly
- Musique du générique (un même thème fut décliné en plusieurs versions : jazzy, ethnique…) :
  - Jean-Michel Bernard
- Sponsors principaux :
  - Gitem
  - Télé 7 jeux

Les émissions étaient enregistrées dans les conditions du direct (sauf rares incidents techniques), au rythme de 6 ou 7 émissions par jour, à raison d'une semaine de tournage par mois[source secondaire souhaitée].

## Concept
- Si vous ne connaissez pas le sujet, laissez ce bandeau (vous pouvez alors contacter les auteurs).
- Si vous supprimez le contenu mis en cause (vous pouvez préalablement contacter les auteurs),

argumentez précisément cette suppression dans la page de discussion
(un manque de référence n'est pas un argument ; une recherche réelle de référence doit avoir été effectuée, être formellement documentée).

### Entre 1991 et 2003
Deux binômes s'affrontent, chacune des équipes étant formée d'un candidat et d'un maître-mots dans la version télévisée. Les joueurs doivent deviner un mot que leur partenaire tente de leur faire découvrir sans pouvoir dire le mot en question mais en utilisant des synonymes, ou autres astuces parfois difficiles à saisir pour les néophytes.

#### 1remanche: Les Énigmes
Dans l'adaptation française du jeu, le maître-mots dispose de treize « briques » pour faire deviner cinq mots à son candidat, afin de résoudre une énigme à la fin de la manche. À l'origine du jeu, les « briques » étaient appelés « les paris ».
Une brique correspond à un mot-indice permettant de mettre le partenaire sur la voie du mot à trouver.
Il faut d'abord déterminer le nombre de briques dont on pense avoir besoin, puis énoncer un à un les indices, chacun étant suivi d'une réponse du partenaire. Par exemple, pour faire deviner « encyclopédie » en deux briques, on peut proposer « dictionnaire » puis « Diderot ».
Il faut répondre dans un laps de temps limité (10 secondes).
Il est néanmoins interdit, pour faire deviner un mot, d'énoncer un mot de même racine étymologique.
Un point est marqué par mot trouvé. Si les cinq mots sont trouvés sans qu'on ait utilisé la totalité des treize briques, chaque brique restante vaut un point supplémentaire. 
De plus, si au moins un des quatre premiers mots n'a pas été trouvé avant le dernier, la totalité des briques restantes sera forcément utilisée pour le cinquième et dernier mot.
À l'origine, les cinq mots trouvés constituaient les seuls indices pour trouver la solution de l'énigme (avec en plus le nom du thème choisi par le candidat parmi 4 thèmes puis 6 proposés).
Puis au fil du temps une phrase, englobant les cinq mots à trouver, fut introduite (le nom du thème devenant un jeu de mots en rapport avec l'énigme).
Il est donc évident que pour avoir plus de chance de trouver la solution de l'énigme, il fallait trouver le plus de mots possible, sinon il y avait des trous.
Ensuite, les rôles de chaque binôme sont inversés : c'est au tour du candidat de faire deviner cinq mots à son maître-mots, et à ce dernier de trouver la solution à l'énigme

#### 2emanche: Le Ping-pong puis le Contre-la montre

##### Ping-pong
Toujours des mots à deviner, encore treize briques pour cinq mots, mais dans cette épreuve la main passe alternativement d'un binôme à l'autre. Il faut donc trouver le mot grâce aux indices fournis par le partenaire, mais aussi ceux énoncés par l'adversaire.
Les mots à trouver étaient proposés par deux personnes tirées au sort dans le public, qui avaient préparé chacune une liste de vingt mots. La production en choisissait cinq parmi ces vingt. Les deux personnes en question recevaient les pseudonymes de Mironton et Barjabulle.
Un candidat choisissait parmi ces deux pseudos celui dont la liste serait jouée.
Si les candidats ne parvenaient pas à trouver les cinq mots avec les treize briques imparties, l'auteur de la liste gagnait un cadeau ; dans le cas contraire le cadeau revenait à l'auteur de l'autre liste.

##### Contre-la montre
Le contre-la montre remplace le ping-pong à partir du 28 septembre 2001. Il s'agit de faire trouver en trente secondes, sept mots en rapport avec un thème (par exemple : le monde du cirque, ce que l'on peut pousser, ou des mots commençant par TH…).

#### 3emanche: Les Noms propres
Dans cette épreuve, qui n'existait pas au tout début de la série diffusée en France, il s'agit de faire trouver des noms propres (le plus souvent des personnes ou des lieux géographiques) unis par un thème.
Par exemple des capitales africaines, des actrices césarisées, des médaillés olympiques, des dieux de l'Olympe…
Le candidat estime d'abord le nombre de briques nécessaire pour faire deviner le nom (3 au maximum). Son adversaire peut alors surenchérir. Celui dont l'enchère est la meilleure (le nombre le moins élevé de briques) fait alors deviner à son maître-mots.
Chaque nom trouvé valait un point. Si le mot n'est pas trouvé, il rapporte un point à l'adversaire, et deux points si le joueur qui a perdu a choisi de tenter de faire deviner le mot en une brique.

#### La finale: La Grande Pyramide
La finale était l'épreuve de la Grande Pyramide.
Sur un écran, que le maître-mots ne peut pas voir, s'affichent successivement six expressions ou mots-composés. Le candidat finaliste qui a eu le plus de points aux épreuves précédentes, dispose d'une minute (plus un éventuel bonus de dix secondes obtenu grâce à un candidat téléphonique) pour faire deviner ces six expressions. Dans cette phase de jeu, il est permis de faire des phrases, de mimer. Mais les racines restent interdites. Toute erreur est fatale.
En cas de réussite, le candidat repart avec la cagnotte qui débute à 800 € (5 000 francs avant 2002), et augmente de cette même somme tant qu'elle n'a pas été remportée.
À noter qu'au tout début du jeu, les rôles étaient inversés, c'était le maitre-mots qui devait faire deviner les expressions au candidat finaliste.

#### Le jeu téléphonique
Dès le milieu des années 1990, s'ajoute un jeu téléphonique.
Une personne est appelée et doit faire deviner aux deux maîtres-mots, dans l'ordre de son choix, deux mots. Elle dispose de quatre briques qu'elle doit utiliser comme elle l'entend.
Si la personne réussissait à faire deviner les mots, elle gagnait un cadeau et permettait au candidat finaliste d'obtenir dix secondes supplémentaires à l'épreuve finale de la Grande Pyramide.
Au départ, ce jeu téléphonique avait lieu juste avant la Grande Pyramide, puis fut déplacé au tout début de l'émission, avant Les Énigmes, dès la fin des années 1990.
C'était Pépita qui était chargée de tirer au sort une carte postale et Patrice Laffont d'accueillir la personne, à quelques exceptions près Pépita le faisait elle-même, au départ avec un téléphone.

### De juillet 2014 à août 2015
Le jeu oppose deux candidats et se déroule en 3 manches, à l'issue desquelles un candidat est sélectionné pour la phase finale. Afin de rendre le jeu plus accessible aux néophytes, il est désormais interdit de recourir aux « incitations » et autres rébus qui ont fait la célébrité de l'émission originale.

#### Première manche: les 30 secondes
Chaque candidat choisit 2 thèmes parmi 6 proposés. Pour le premier thème, c'est le maître-mot qui fait deviner au candidat, pour le second thème c'est le candidat qui fait deviner. Le but est de faire deviner 5 mots ayant un rapport avec le thème donné en 30 secondes. Celui qui fait deviner a le droit de parler, de mimer, de faire des phrases complètes. Il est simplement interdit de prononcer un mot de la même racine, de même sonorité, ou de décomposer le mot à faire deviner. Chaque mot trouvé rapporte un point.

#### Deuxième manche: les briques
Chaque candidat choisit 2 thèmes parmi 6 proposés. Pour le premier thème, c'est le maître-mot qui fait deviner au candidat, pour le second thème c'est le candidat qui fait deviner. Le but est de faire deviner 3 mots ayant un rapport avec le thème donné en utilisant au maximum 8 briques. Avant chaque mot, celui qui fait deviner choisit le nombre de briques qu'il va utiliser, de 1 à 4. Pour chaque brique, il a le droit de donner un mot et son partenaire a le droit de faire une proposition. Chaque mot trouvé rapport un point. Si les trois mots sont trouvés, chaque brique non utilisée rapporte un point supplémentaire.

#### Troisième manche: le cercle gagnant
Dans cette manche, les candidats disposent de 60 secondes pour trouver un maximum d'expressions, mots composés ou locutions sans lien à un thème donné. Les maîtres-mots leur font deviner ces locutions en parlant à leur guise, mais sans faire de geste ; leurs mains sont bloquées à cet effet. Chaque locution trouvée rapporte 3 points.
À l'issue de cette manche, le candidat ayant obtenu le score le plus élevé accède à la finale.
Il peut y avoir égalité lors du tournage, mais dans ce cas précis, les deux cercles gagnants sont rejoués afin d'avoir un unique finaliste. Le premier cercle gagnant de chaque candidat n'est donc jamais diffusé, et il ne peut donc pas y avoir égalité dans l'émission diffusée.

#### Finale
Le candidat qui a obtenu le plus de points à l'issue des 3 manches accède à la phase finale. Il dispose de 60 secondes en tout. Le maître-mot tente de lui faire deviner 6 mots, en ayant le droit de parler à sa guise mais sans mimer. Lorsqu'il reste 15 secondes ou lorsque les 6 mots ont été trouvés, le candidat se trouve confronté à une phrase contenant tous les mots trouvés précédemment et formant le texte d'une énigme. Il doit donner la bonne réponse à cette énigme pour gagner. Il a droit à une seule proposition pour ce faire et doit la donner dans le temps imparti.
Si le candidat a trouvé les 6 mots ainsi que la solution à l'énigme, il gagne 20 000 €. S'il ne trouve qu'un à 5 mots ainsi que la solution de l'énigme, il gagne 1 000 euros par mot. S'il ne trouve aucun mot, ou s'il ne trouve pas la solution de l'énigme, il ne gagne rien du tout.

## Diffusion
- Si vous ne connaissez pas le sujet, laissez ce bandeau (vous pouvez alors contacter les auteurs).
- Si vous supprimez le contenu mis en cause (vous pouvez préalablement contacter les auteurs),

argumentez précisément cette suppression dans la page de discussion
(un manque de référence n'est pas un argument ; une recherche réelle de référence doit avoir été effectuée, être formellement documentée).
Pyramide était diffusée tous les jours, du lundi au samedi et rediffusée sur TV5.
Lancée en septembre 1991 à 12 h 30, elle fut d'abord programmée vers 11 h 45 de novembre 1991 à mars 1996, juste après Motus présentée par Thierry Beccaro. Par la suite, elle fut déplacée à 12 h 15 à partir du 18 mars 1996, échangeant sa place avec Les Z'amours présentée par Jean-Luc Reichmann à 12 h 15 depuis février 1995.
La tranche 12 h 10 - 12 h 50 fut alors réservée à Pyramide jusqu'à sa disparition en juillet 2003, à l'exception de la période du 7 janvier 2002 au 19 janvier 2002 où Pyramide a été diffusé, après une semaine d'absence à l'écran, en fin d'après-midi vers 17 h en raison de la diffusion du jeu Le Juste Euro (reprise du Juste Prix de TF1) à partir du 31 décembre 2001 à cette case horaire. En raison de la déprogrammation faute d'audience du Juste Euro, l'émission a repris sa case historique de la mi-journée dès le 21 janvier 2002.
Entre le 6 juillet 2014 et le 31 août 2014, le jeu est proposé tous les dimanches à partir de 18 h 45, pour deux émissions consécutives.
À partir du 1er novembre 2014, l'émission est diffusée les samedis à 18 h 30.

## Audiences

### Audiences de la première version
Historiquement, Pyramide a réalisé de bonnes audiences, avec des parts de marchés atteignant 25 % dans les meilleures saisons. L'audience a commencé à décliner à partir des années 2000, et plus précisément depuis 2002, avec 13 % de part d'audience cette année, contre 20 % l'année précédente. À la suite de cette chute, France 2 a pris la décision de mettre fin au programme alors en place depuis 1991.

### Audiences en 2014
| Jour de diffusion | Horaire (no 1)                                     | Téléspectateurs                                    | Parts de marché sur les 4 ans et plus              | Horaire (no 2)                                     | Téléspectateurs                                    | Parts de marché sur les 4 ans et plus              | Référence                                          |
| ----------------- | -------------------------------------------------- | -------------------------------------------------- | -------------------------------------------------- | -------------------------------------------------- | -------------------------------------------------- | -------------------------------------------------- | -------------------------------------------------- |
| 6 juillet 2014    | 18h45                                              | 1 730 000                                          | 11,2 %                                             | 19h20                                              | 2 380 000                                          | 13,5 %                                             | [ 12 ]                                             |
| 13 juillet 2014   | 18h45                                              | 1 719 000                                          | 12,3 %                                             | 19h20                                              | 2 094 000                                          | 13,6 %                                             | [réf. nécessaire]                                  |
| 20 juillet 2014   | 18h45                                              | 1 796 000                                          | 12,1 %                                             | 19h20                                              | 2 303 000                                          | 13,8 %                                             | [ 13 ]                                             |
| 27 juillet 2014   | Pas d'émissions (dernière étape du Tour de France) | Pas d'émissions (dernière étape du Tour de France) | Pas d'émissions (dernière étape du Tour de France) | Pas d'émissions (dernière étape du Tour de France) | Pas d'émissions (dernière étape du Tour de France) | Pas d'émissions (dernière étape du Tour de France) | Pas d'émissions (dernière étape du Tour de France) |
| 3 août 2014       | 18h45                                              | 1 120 000                                          | 9,3 %                                              | 19h20                                              | 1 800 000                                          | 12,8 %                                             | [ 14 ]                                             |
| 10 août 2014      | 18h45                                              | 1 100 000                                          | 8,6 %                                              | 19h20                                              | 1 900 000                                          | 11,3 %                                             | [ 15 ]                                             |
| 17 août 2014      | 18h45                                              | 1 200 000                                          | 9,4 %                                              | 19h20                                              | 1 800 000                                          | 12,2 %                                             | [ 16 ]                                             |
| 24 août 2014      | 18h45                                              | 1 300 000                                          | 9,5 %                                              | 19h20                                              | 1 800 000                                          | 11,8 %                                             | ,                                                  |
| 31 août 2014      | 18h45                                              | 1 200 000                                          | 7,9 %                                              | 19h20                                              | 1 900 000                                          | 10,5 %                                             | [ 19 ]                                             |

| Jour de diffusion | Heure                                    | Téléspectateurs                          | Parts de marché sur les 4 ans et plus    | Référence                                |
| ----------------- | ---------------------------------------- | ---------------------------------------- | ---------------------------------------- | ---------------------------------------- |
| 1er novembre 2014 | 18h15                                    | 1 180 000                                | 7,8 %                                    | [ 20 ]                                   |
| 8 novembre 2014   | Pas d'émission (Test match France/Fidji) | Pas d'émission (Test match France/Fidji) | Pas d'émission (Test match France/Fidji) | Pas d'émission (Test match France/Fidji) |
| 15 novembre 2014  | 18h15                                    | 1 050 000                                | 7,1 %                                    | [ 21 ]                                   |
| 22 novembre 2014  | Pas d'émission (Coupe Davis 2014)        | Pas d'émission (Coupe Davis 2014)        | Pas d'émission (Coupe Davis 2014)        | Pas d'émission (Coupe Davis 2014)        |
| 29 novembre 2014  | 18h15                                    | 967 000                                  | 6,6 %                                    | [ 22 ]                                   |
| 6 décembre 2014   | Pas d'émission (Téléthon)                | Pas d'émission (Téléthon)                | Pas d'émission (Téléthon)                | Pas d'émission (Téléthon)                |
| 13 décembre 2014  | 18h15                                    | N. C.                                    | N. C.                                    | N. C.                                    |
| 20 décembre 2014  | 18h15                                    | N. C.                                    | N. C.                                    | N. C.                                    |
| 22 décembre 2014  | 18h15                                    | 1 010 000                                | 6,9 %                                    | [ 23 ]                                   |
| 23 décembre 2014  | 18h15                                    | 897 000                                  | 6,3 %                                    | [ 24 ]                                   |

## Différences par rapport au jeuMot de passe
- Si vous ne connaissez pas le sujet, laissez ce bandeau (vous pouvez alors contacter les auteurs).
- Si vous supprimez le contenu mis en cause (vous pouvez préalablement contacter les auteurs),

argumentez précisément cette suppression dans la page de discussion
(un manque de référence n'est pas un argument ; une recherche réelle de référence doit avoir été effectuée, être formellement documentée).
Si Mot de passe a été considéré comme un remake du jeu Pyramide, diffusé sur Antenne 2 puis France 2 de 1991 à 2003 et en 2014, tant FremantleMedia (producteur de Mot de passe) que Sony (producteur de Pyramide) ont démenti en 2008 tout lien entre les deux émissions.  Cependant, lors de son lancement en France en 1991, le jeu Pyramide  était coproduit par Fremantle France qui produisait Password aux États-Unis. Ce qui explique que l'adaptation française de Pyramide s'était démarquée de toutes les autres versions internationales en intégrant à la manche de qualification quelques concepts extraits de Password. Ainsi, alors que le principe des versions internationales de Pyramid ne réside qu'en le fait de faire deviner des mots ou expressions par des descriptions jusqu'à ce que l'interlocuteur ait deviné, il s'agit dans l'adaptation française de faire deviner ces mots en un certain nombre de coups préalablement annoncé, en prononçant un unique mot à chaque coup. Ainsi, si la dénégation des producteurs FremantleMedia et Sony est exacte pour les formats originaux, elle est plus contestable pour les formats français, liés par la parenté de la version française Pyramide tant avec Pyramid qu'avec Password. D'autant que Sony (Columbia Tristar Films France) ne produira Pyramide en France qu'à partir de 2000.

## Au Canada
Du 28 avril 2007 au 22 avril 2011, le jeu télévisé retrouve l'écran en français puisque la chaîne francophone canadienne Radio-Canada diffuse l'adaptation locale de Pyramide qui a gardé le même nom. L'émission est animée par Sébastien Benoît et les maîtres-mots sont des artistes invités.